# Nippon Paper Cranes
I Nippon Paper Cranes (dal giapponese: 日本製紙クレインズ Nippon Seishi Kureinzu) sono stati una squadra di hockey su ghiaccio con sede a Kushiro, a Hokkaidō, in Giappone.
La squadra militava nell'Asia League Ice Hockey, della quale ha vinto 4 titoli.

## Storia
La squadra nacque nel 1949 come Jūjō Paper Kushiro Ice Hockey Club, per volontà dell'omonima azienda, ed ha cambiato nome in Nippon Paper Cranes nel 1993, quando la Jūjō Paper si fuse con la Sanyo-Kokusaku Pulp per formare la Nippon Paper.
Nippon Paper annunciò la volontà di dismettere la squadra al termine della stagione 2018-2019. Al suo posto venne accolta nella lega l'East Hokkaido Cranes.